# Apanteles molestae
Apanteles molestae är en stekelart som beskrevs av Muesebeck 1933. Apanteles molestae ingår i släktet Apanteles och familjen bracksteklar. Inga underarter finns listade i Catalogue of Life.